# Джон Прескът
Джон Прескът (на уелски: John Prescott, роден на 31 май 1938 г. в град Престатин, Уелс, Обединеното кралство) е британски политик от Лейбъристката партия.
Заема поста вицепремиер на Обединеното кралство от 1997 до 2007 г. От 1997 до 2001 г. е държавен секретар (британски аналог за министър) на околната среда, транспорта и регионите, а от 2001 до 2007 г. е първи държавен секретар.
Депутат е в британския парламент от 1970 г. Става пожизнен пер от 2010 г. Член е на Европейския парламент от 1975 до 1979 г.
През 1994 г. е избран за заместник-председател на Лейбъристката партия, на който пост остава до 2007 г.